# 马尔科·德齐·巴尔代斯基
马尔科·德齐·巴尔代斯基（義大利語：Marco Dezzi Bardeschi，1934年9月30日—2018年11月4日），意大利建筑师。他是米兰理工大学建筑修复教授，曾撰写了几本书，并且是建筑杂志ANANKE的创始编辑。